# Classe Saipan
La classe Saipan è stata una classe di 2 portaerei leggere – Saipan e  Wright – costruite per la United States Navy durante le fasi finali della seconda guerra mondiale. Come le 9 porterei leggere della classe Independence, anche queste portaerei erano basate su scafi di incrociatori. Tuttavia, esse differivano dalle precedenti portaerei leggere in quanto erano costruite dalla chiglia come delle portaerei e si basavano su scafi di incrociatori pesanti piuttosto che su scafi di incrociatori leggeri. 

Completate troppo tardi per la servire durante la seconda guerra mondiale, le due navi servirono come portaerei fino alla metà degli anni 1950; poi, dopo essere state brevemente riclassificate Auxiliary aircraft transport (AVT) nel 1959, all'inizio degli anni 1960 esse furono trasformate: la Wright in una nave comando (Command ship - CC) e la Saipan in una nave comunicazioni (Communications Major Relay ship - AGMR); e servirono in quei ruoli fino al 1970. Esse furono entrambe rottamate nel 1980.

## Navi
| U.S. Navy - classe Saipan | U.S. Navy - classe Saipan                 | U.S. Navy - classe Saipan | U.S. Navy - classe Saipan | U.S. Navy - classe Saipan      | U.S. Navy - classe Saipan         | U.S. Navy - classe Saipan | U.S. Navy - classe Saipan |
| Nome                      | Nomi successivi                           | Impostata                 | Varata                    | Commissionata                  | Decommissionata                   | Destino                   |                           |
| ------------------------- | ----------------------------------------- | ------------------------- | ------------------------- | ------------------------------ | --------------------------------- | ------------------------- | ------------------------- |
| USS Saipan (CVL-48)       | USS Saipan (AVT-6) USS Arlington (AGMR-2) | 10 luglio 1944            | 8 luglio 1945             | 14 luglio 1946 27 agosto 1966  | 30 Settembre 1957 14 gennaio 1970 | demolita                  |                           |
| USS Wright (CVL-49)       | USS Wright (AVT-7) USS Wright (CC-2)      | 21 agosto 1944            | 1 settembre 1944          | 9 febbraio 1947 11 maggio 1963 | 15 marzo 1956 27 maggio 1970      | demolita                  |                           |